# Kaiserdeputation

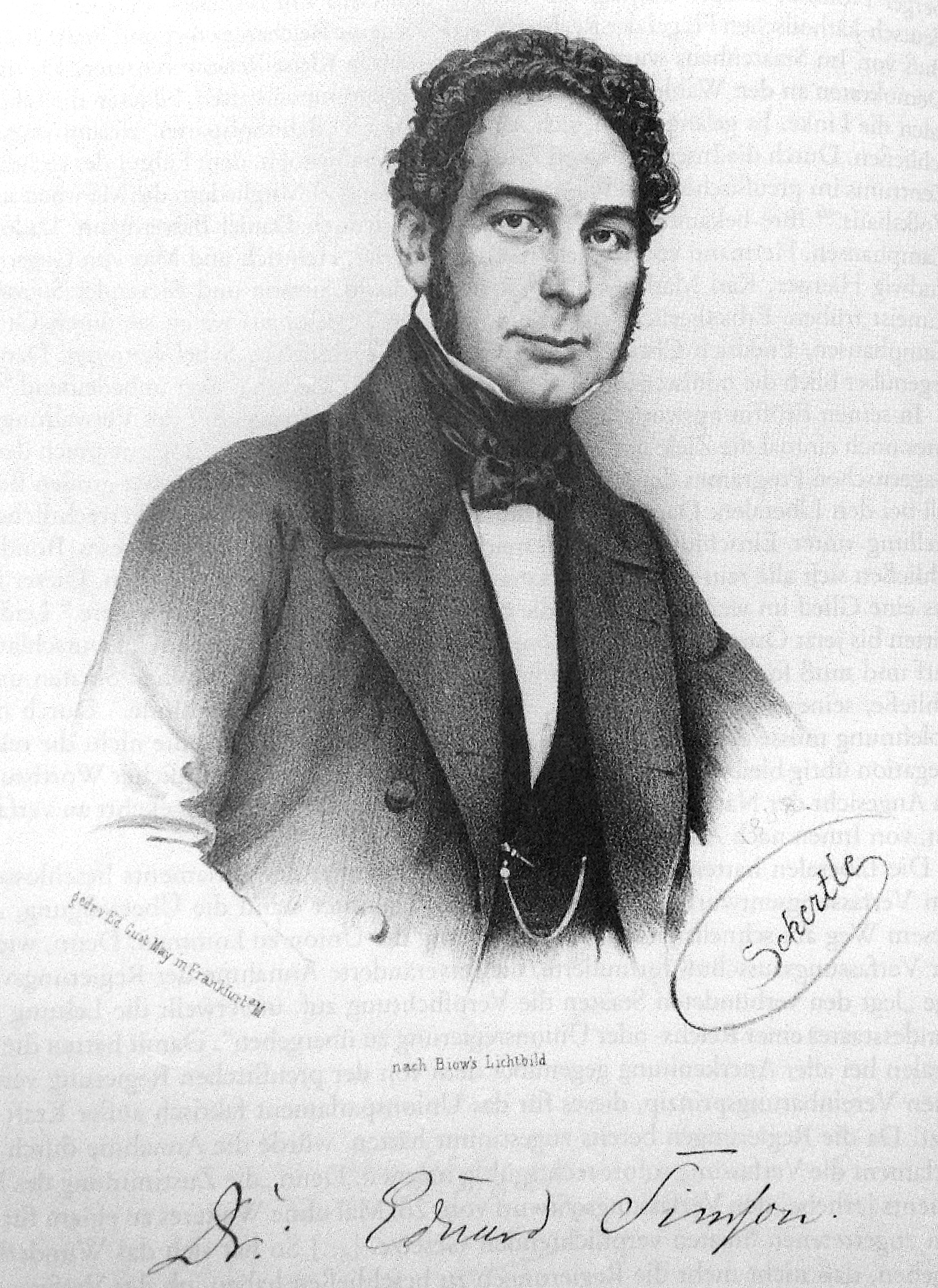
Der Jurist Eduard Simson, hier im Jahr 1849. Er war sowohl im Jahr 1849 als auch im Jahr 1870 Parlamentspräsident und Vorsitzender der Kaiserdeputation.

Der Ausdruck Kaiserdeputation wird in der deutschen Geschichte des 19. Jahrhunderts für zwei verschiedene Gruppen von Parlamentsabgeordneten verwendet. Eine Deputation ist hier eine Abordnung, eine vom Parlament gewählte Gruppe, um Forderungen oder ein Angebot zu überbringen. Beide Male ging es darum, einem preußischen König den Titel „Kaiser“ anzutragen. Beide Male war Parlamentspräsident Eduard Simson der Vorsitzende der Deputation.
Im April 1849 reisten 32 Mitglieder der Frankfurter Nationalversammlung nach Berlin, um den preußischen König Friedrich Wilhelm IV. zu treffen. Kurz zuvor hatte die Nationalversammlung eine Verfassung beschlossen und den König zum erblichen Reichsoberhaupt mit dem Titel „Kaiser der Deutschen“ gewählt. Obwohl 28 deutsche Regierungen sich der Verfassung und der Wahl angeschlossen hatten, lehnte Friedrich Wilhelm noch im selben Monat ab.
Im Dezember 1870 bat eine Deputation des Norddeutschen Reichstags König Wilhelm von Preußen, den Titel „Deutscher Kaiser“ anzunehmen. Dieser Titel war von Reichstag und Bundesrat beschlossen worden, auch lag diesmal eine positive Erklärung der übrigen Fürsten vor.

## Kaiserdeputation 1849
Infolge der Märzrevolution von 1848 wurde eine Nationalversammlung gewählt, um mit den deutschen Staaten eine Verfassung für einen Bundesstaat zu vereinbaren. Ende März 1849 stimmte die Nationalversammlung für eine Reichsverfassung und wählte auch den preußischen König zum neuen Kaiser der Deutschen. Am 30. März 1849 bestimmte die Nationalversammlung die Mitglieder der Deputation, die am 3. April in Berlin von Friedrich Wilhelm IV. empfangen wurde. Er äußerte Bedenken und wies Verfassung und Kaiserwürde am 28. April 1849 definitiv ab. Dies führte zur Reichsverfassungskampagne, die in einen bürgerkriegsähnlichen Konflikt eskalierte. Der König ließ die Revolution gewaltsam niederschlagen und verfügte rechtswidrig, dass die preußischen Mitglieder der Nationalversammlung ihr Mandat niederlegen mussten.
Die Kaiserdeputation des Jahres 1870 richtete sich an Friedrich Wilhelms jüngeren Bruder und Nachfolger, König Wilhelm I. von Preußen, der sich in der Endphase des Deutsch-Französischen Krieges im Hauptquartier der verbündeten deutschen Staaten in Versailles aufhielt. Sie bat ihn, der bereits Inhaber des Bundespräsidiums war, zusätzlich den Titel Deutscher Kaiser anzunehmen. Dies hatten Reichstag und Bundesrat bereits beschlossen. Wilhelm nahm die Kaiserwürde am 18. Dezember an und erhielt sie am 1. Januar 1871 durch eine neue Verfassung, sträubte sich aber bis zur offiziellen Proklamation am 18. Januar 1871 gegen die Titulatur „Deutscher Kaiser“.

### Frankfurter Nationalversammlung

#### Vorgeschichte
Infolge der Märzrevolution in den deutschen Ländern trat am 18. Mai 1848 in Frankfurt am Main die Nationalversammlung zusammen, die eine vorläufige Reichsregierung einsetzte und die Verfassung für einen deutschen Nationalstaat ausarbeitete.
Zwar stimmte die Nationalversammlung noch am 27. Oktober 1848 für eine sogenannte großdeutsche Lösung unter Einbeziehung der deutschen Lande Österreichs, nachdem der österreichische Ministerpräsident Schwarzenberg die Unteilbarkeit des Vielvölkerstaates und Kaiserreichs Österreich erklärt hatte. Einen Monat später war allerdings klar, dass die Nationalversammlung die staatliche Einheit höchstens als kleindeutsche Lösung mit Preußen als stärkster Macht erreichen konnte.

#### Deutsche Kaiserwürde als Erbmonarchie
Das Angebot der Kaiserwürde an Friedrich Wilhelm IV. war dann die konsequente Folge der von der Nationalversammlung in langen Verhandlungen erarbeiteten und am 28. März 1849 verabschiedeten Frankfurter Reichsverfassung. Diese sah als Ergebnis der Abstimmung vom 27. März eine Erbmonarchie vor, nachdem die gleiche Lösung im Rahmen der ersten Lesung des Verfassungsentwurfs noch verworfen worden war. Hauptgrund für den Stimmungswandel war, dass alle anderen Vorschläge zu einer Wahlmonarchie noch weniger praktikabel waren und ebenfalls keine breite Unterstützung finden konnten.
Die Abstimmung am 27. März gewannen die sogenannten Erbkaiserlichen um Heinrich von Gagern mit einer Mehrheit von 267 gegen 263 Stimmen. Unterstützt wurden sie von der eigentlich widerstrebenden linken Fraktion Westendhall um Heinrich Simon. Vier Stimmen kamen von den dem linken politischen Spektrum zuzurechnenden deutschösterreichischen Abgeordneten, die damit gegen die restaurative Politik der österreichischen Regierung stimmen wollten.

#### Wahl des preußischen Königs

Institutionen im revolutionären Deutschland: Die Nationalversammlung beschließt die Verfassung, der preußische König bekämpft beide.

Am 28. März wurde der preußische König als erbliches Oberhaupt mit 290 Stimmen gegen 248 Enthaltungen und Widerstand vor allem linker sowie süddeutscher und deutsch-österreichischer Abgeordneter gewählt. Zwar war die preußische Politik und auch Friedrich Wilhelm IV. bei der Mehrheit der Abgeordneten wenig beliebt, auch war vielen Erbkaiserlichen bekannt, dass Friedrich Wilhelm trotz seiner Aussage „Fortan geht Preußen in Deutschland auf“ die Frankfurter Nationalversammlung innerlich ablehnte. Allerdings hatte Friedrich Wilhelm auf Druck der preußischen Regierung am 23. Januar 1849 den deutschen Einzelstaaten mitgeteilt, dass Preußen die Ideen der Erbkaiserlichen akzeptieren würde. Auch hatte Preußen im Gegensatz beispielsweise zu Bayern, Württemberg, Sachsen und Hannover dem Verfassungsentwurf nach der ersten Lesung in einer Stellungnahme zugestimmt.
Die Beamten der provisorischen Zentralgewalt hatten darüber hinaus in vielfältigen Gesprächen versucht, ein Bündnis mit der preußischen Regierung zu erreichen, insbesondere indem man eine gemeinsame Front gegen die radikale Linke aufbaute und argumentierte, dass die Monarchie nur überleben könne, wenn sie mit den gemäßigten Liberalen gemeinsame Sache mache und eine konstitutionell-parlamentarische Monarchie akzeptiere. In diese Richtung gingen auch Gespräche Bassermanns als Gesandter der Zentralgewalt mit Friedrich Wilhelm IV. im November 1848. Es blieb jedoch undeutlich, wie Friedrich Wilhelm letztlich reagieren würde.

### Ablehnung der Kaiserwürde
Der romantisch veranlagte und politisch wankelmütige Friedrich Wilhelm IV. war jedoch – unabhängig von den politischen Implikationen einer deutschen Einigung – keineswegs bereit, vom Prinzip des Gottesgnadentums grundsätzlich abzuweichen und dieses Angebot anzunehmen. Für ihn war es bereits eine zu weit gehende Niederlage, dass er nach dem Barrikadenaufstand und den folgenden Unruhen 1848 eine preußische Verfassung ankündigen und eine preußische Nationalversammlung einberufen musste und somit konstitutionell-parlamentarische Einschränkungen seiner Regierungsgewalt zu erwarten hatte.
Schon aus grundsätzlichen Erwägungen hatte die Kaiserwürde aus der Hand eines demokratischen Parlaments für ihn nichts mit der alten deutschen Königs- und Kaiserwürde zu tun. Bereits am 23. Dezember 1848 schrieb er an seinen Berater Joseph von Radowitz:

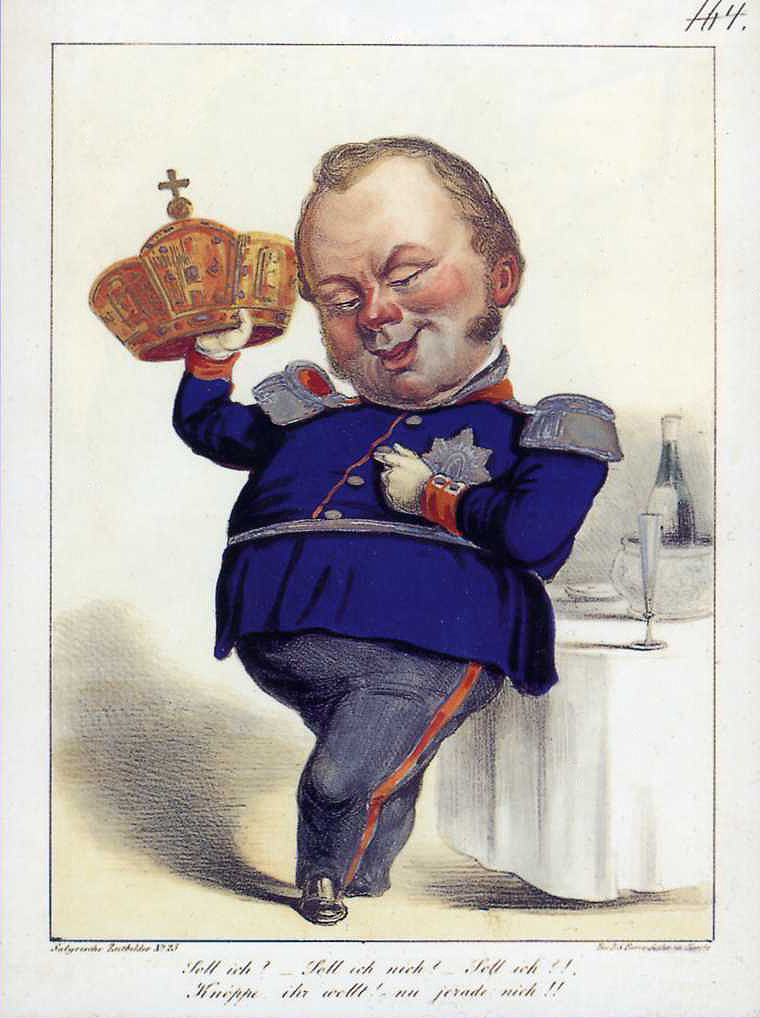
Karikatur zur Ablehnung der Kaiserkrone durch Friedrich Wilhelm IV., kolorierte Lithografie nach einer Zeichnung von Isidor Popper

„Jeder deutsche Edelmann, der ein Kreuz oder einen Strich im Wappen führt, ist hundertmal zu gut dazu, um solch ein Diadem aus Dreck und Letten der Revolution, des Treubruchs und des Hochverrats geschmiedet, anzunehmen. Die alte, legitime, seit 1806 ruhende Krone deutscher Nation, das Diadem von Gottes Gnaden, das den, der es trägt, zur höchsten Obrigkeit Deutschlands macht, der man Gehorsam schuldet um des Gewissens willen, das kann man annehmen, wenn man in sich die Kraft dazu fühlt und die angeborenen Pflichten es zulassen. Die Krone vergibt aber keiner als Kaiser Franz Joseph, ich und unseresgleichen und wehe dem! der es ohne uns versucht und wehe dem! der sie annimmt […].“

Darüber hinaus lag für Friedrich Wilhelm und die politische Rechte angesichts der militärischen Stärke Preußens die Strategie auf der Hand, die Liberalen ohne Kompromisse zu desavouieren und anschließend gestärkt die Linken zu besiegen.
Am 3. April 1849 empfing der bereits telegraphisch informierte Friedrich Wilhelm die aus 32 Abgeordneten bestehende, am 2. April eingetroffene, Deputation in Berlin. Er lehnte die Kaiserkrone ab, da er diese, wie er in seiner Ansprache ausdrückte, nicht ohne „das freie Einverständnis der gekrönten Häupter, der Fürsten und der freien Städte Deutschlands“ annehmen könne.
Kurz darauf schrieb er an Ernst August von Hannover und berichtete ihm, was er zwei Abgeordneten, dem „alten Arndt“ und dem „Herrn von Beckerath“, auf deren dringende Briefe geantwortet hatte:

„[…] ich erklärte ihnen, von einer eigentlichen Antwort könne notwendigerweise gar nicht die Rede gegenüber dieser Deputation sein. Man nähme nur das an und schlüge nur das aus, was angeboten werden könne. Die Paulskirche aber habe keine Krone anzubieten und ich folglich keine auszuschlagen und anzunehmen. Diese sogenannte Krone sei aber an sich keine Krone, wohl aber ein Hundehalsband, mit dem man mich an die Revolution von 48 ketten wolle.“

In seinem Bericht über die Ereignisse an seinen Londoner Gesandten Bunsen schrieb der König:

„Das mach’ ich mit meines Gleichen ab; Jedoch zum Abschied die Wahrheit: Gegen Demokraten helfen nur Soldaten.“

Und:

„Ich will weder der Fürsten Zustimmung zu der Wahl noch die Krone. […] Die Krone, die ein Hohenzoller nehmen dürfte, wenn die Umstände es möglich machen könnten, ist keine, die eine, wenn auch mit fürstlicher Zustimmung eingesetzte, aber in die revolutionäre Saat geschossene Versammlung macht (dans le genre de la couronne des pavés de Louis-Philippe,), sondern eine, die den Stempel Gottes trägt, die den, dem sie aufgesetzt wird nach der heiligen Ölung, »von Gottes Gnaden« macht, weil und wie sie mehr denn vierunddreißig Fürsten zu Königen der Deutschen von Gottes Gnaden gemacht und den letzten immer der alten Reihe gesellt. Die Krone, welche die Ottonen, die Hohenstaufen, die Habsburger getragen, kann natürlich ein Hohenzoller tragen; sie ehrt ihn überschwänglich mit tausendjährigem Glanze. Die aber, die Sie – leider meinen, verunehrt überschwänglich mit ihrem Ludergeruch der Revolution von 1848, der albernsten, dümmsten, schlechtesten –, wenn auch, gottlob, nicht bösesten dieses Jahrhunderts. Einen solchen imaginären Reif, aus Dreck und Letten gebacken, soll ein legitimer König von Gottes Gnaden und nun gar der König von Preußen sich geben lassen, der den Segen hat, wenn auch nicht die älteste, doch die edelste Krone, die Niemand gestohlen worden ist, zu tragen?“

28 deutsche Regierungen nahmen die Reichsverfassung an und forderten den König dazu auf, dies ebenfalls zu tun. Am 28. April stellte der preußische Gesandte in Frankfurt, Camphausen, der Provisorischen Zentralgewalt jedoch ein Schreiben mit der endgültigen Ablehnung zu. Die Begründung geht vor allem auch auf die Frage der Haltung der anderen deutschen Fürsten ein, deren Zustimmung, künftig den preußischen König als Kaiser anerkennen zu müssen, tatsächlich nicht ohne Widerspruch zu erwarten war. Darüber hinaus ließ der König auch monieren, dass die Nationalversammlung keine Änderungen der Reichsverfassung akzeptieren würde, obwohl die Reichsverfassung doch mit den Regierungen vereinbart werden sollte.

### Folgen und Wirkung
Mit der Ablehnung der Kaiserkrone setzte die Phase ein, in der Friedrich Wilhelm die Märzrevolution gewaltsam niederschlug. Rechtswidrig behauptete er, die preußischen Abgeordneten der Frankfurter Nationalversammlung müssten ihr Mandat niederlegen. Gegen die Reichsverfassungskampagne ging er mit Militär vor. Preußische Revolutionäre wurden verfolgt und eingesperrt.
Noch im Frühling 1849 versuchte Friedrich Wilhelm, selbst ein Deutsches Reich zu gründen. Dabei wollte er die nichtpreußischen Fürsten stärker miteinbeziehen. Dieses später Erfurter Union genannte Projekt scheiterte ebenfalls am preußischen König: Nachdem das Erfurter Unionsparlament den Verfassungsentwurf angenommen hatte, verlor er das Interesse: Die Verfassung war ihm immer noch zu liberal. Er setzte keine Unionsorgane ein und ließ die Union in der Herbstkrise 1850 endgültig fallen.

### Mitglieder der Kaiserdeputation
In der Sitzung der Nationalversammlung vom 28. März 1849 wurde Friedrich Wilhelm IV. zum deutschen Kaiser gewählt und zunächst beschlossen, dass eine Parlamentsdeputation aus 24 Mitgliedern und dem Parlamentspräsidenten durch das Bureau der Nationalversammlung vorgeschlagen werden soll, die dann Friedrich Wilhelm IV. die Kaiserkrone antragen sollte.
Am folgenden Tag beantragte Parlamentspräsident Simson die Deputation aus 32 Mitgliedern und dem Parlamentspräsidenten zu bilden (da „keiner unserer Volksstämme unvertreten bleiben darf“), was von der Versammlung gebilligt wurde. Tatsächlich ernannt wurden aber nebst dem Präsidenten 33 Parlamentsmitglieder.
Da zwei Mitglieder der Deputation nicht nach Berlin mitreisen konnten, so bestand die Deputation aus 31 Personen.
In seiner Ansprache vor dem preußischen König am 3. April 1849 führte Simson aus: In der Vollziehung dieses Auftrags stehen vor Ew. Majestät der Präsident der Reichsversammlung und 32 ihrer Mitglieder, … also 33 Personen. Es bleibt ungeklärt wer die eine in der folgenden Liste fehlende Person war. 
Zu Mitgliedern der Kaiserdeputation wurden ernannt:
1. Eduard Simson (Vorsitzender), Preußen
2. Ernst Moritz Arndt, Preußen
3. Marquard Adolph Barth, Bayern
4. Christoph Bauer, Bayern
5. Georg Beseler, Schleswig-Holstein und Lauenburg
6. Carl Biedermann, Sachsen
7. Moriz Adolph Briegleb, Thüringen
8. Adolph Cnyrim, Hessen
9. Friedrich Christoph Dahlmann, Schleswig-Holstein und Lauenburg
10. Albert August Wilhelm Deetz, Preußen
11. Friedrich Federer, Württemberg
12. Gottlieb Wilhelm Freudentheil, Hannover
13. Adolph Goeden, Preußen
14. Albert von Hartmann, Preußen
15. August Hollandt, Braunschweig
16. Wilhelm Krafft, Bayern
17. Wilhelm Loewe, Preußen
18. Ernst Merck, freie Reichsstädte
19. Carl Joseph Anton Mittermaier, Baden[14]
20. Julius Carl Pannier, Anhaltinische Länder
21. Friedrich von Raumer, Preußen
22. Theodor Reh, Hessen
23. Gabriel Riesser, Schleswig-Holstein und Lauenburg
24. Maximilian Heinrich Rüder, Oldenburg
25. Gustav Rümelin, Württemberg
26. Friedrich Wilhelm Schepp, Nassau
27. Jan Lodewijk van Scherpenzeel Heusch, Luxemburg-Limburg
28. Adolph Schoder, Württemberg[15]
29. Alexander von Soiron, Baden
30. Albert Sprengel, Mecklenburg
31. Gustav Adolf Harald Stenzel, Preußen
32. Friedrich Carl Stieber, Sachsen
33. Heinrich Zachariä, Hannover
34. Friedrich Zell, Preußen

## Kaiserdeputation 1870
Im Dezember 1870 machte sich abermals eine parlamentarische Deputation unter Eduard Simson auf den Weg zum preußischen König. Damals gab es bereits den Norddeutschen Bund und den Norddeutschen Reichstag in Berlin, und König Wilhelm war bereits Inhaber des Präsidiums des Bundes. Bei Abreise der Deputation lagen bereits der Kaiserbrief der Fürsten und die Entscheidung von Reichstag und Bundesrat vor (9./10. Dezember), dass der Inhaber des Bundespräsidiums den Titel Deutscher Kaiser tragen solle.
Wilhelm akzeptierte am 18. Dezember den Kaisertitel im Grundsatz, und am 1. Januar 1871 trat die Verfassung des Deutschen Bundes in Kraft, die für das Präsidium den Titel Deutscher Kaiser vorsah. Die offizielle Kaiserproklamation sollte erst am 18. Januar erfolgen, dem 170. Jahrestag der Krönung Friedrichs I. zum ersten König in Preußen. Wilhelm sträubte sich jedoch bis zuletzt gegen den von der Verfassung festgeschriebenen Titel, weil er diesen für künstlich hielt. Außerdem hätte er die Form Kaiser von Deutschland bevorzugt. Dies war aber nach Ansicht von Bundeskanzler Otto von Bismarck nicht nur nicht verfassungskonform, sondern auch nicht vereinbar mit dem Selbstwertgefühl der übrigen Fürsten. Um das Problem bei der Proklamation zu umgehen, brachte Großherzog Friedrich I. von Baden, der ranghöchste der anwesenden Bundesfürsten, das Hoch auf „Kaiser Wilhelm“ aus.